# 夏尔·杜霍克斯·德·维奥默尼

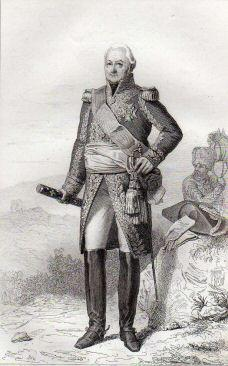
维奥梅尼勒侯爵全身像

夏尔·约瑟夫·亚森特·杜·霍克斯，维奥梅尼勒侯爵（Charles-Joseph-Hyacinthe du Houx, baron de Vioménil，1734年8月22日—1827年3月5日），是十七至十八世纪间法国的陆军将领及贵族，在法国大革命和拿破仑战争时期始终追随波旁王朝，1816年被路易十八任命为法国元帅。

## 生平
维奥梅尼在13岁时以利穆赞兵团中尉的身份加入了法国军队，并参加了奥地利王位继承战争。在七年战争期间，他是弗朗索瓦·德·切沃特将军的副官。1760年，维奥梅尼被授予圣路易勋章。他于1761年被提升为上校，在1768年，他在兼并科西嘉期间指挥一个步兵旅。1769年回到法国后，他被任命为1770年洛林军团的上校。
维奥梅尼曾在罗尚博伯爵手下服役。他从美国独立战争归来后，被任命为骑兵总长（1783-1788年）。1789-1790年，他担任马提尼克岛总督。
1791年法国大革命爆发后，维奥梅尼决定移民并加入路易五世·约瑟夫·德·波旁的军队。1798年，他进入俄国服役，并以中将军衔在立陶宛指挥一支军队。他最初被指定指挥俄罗斯军队前往意大利，后来被亚历山大·苏沃洛夫取代，并被派往泽西岛和根西岛。俄国军队回国后，维奥梅尼去了葡萄牙，但在法国大使让·兰尼斯的要求下，他不得不在1803年离开葡萄牙。
1814年波旁王朝复辟后，维奥梅尼成为法国的贵族。在“百日王朝”期间，他跟随法国国王路易十八到了根特。滑铁卢战役和波旁复辟之后，他被任命为以波尔多为中心的一个军事师的指挥官。1816年，82岁的他被任命为法国元帅，次年又被任命为侯爵。1820年，他被授予圣灵勋章，1823年，他被任命为荣誉军团军官。